# Gegenortvortrieb

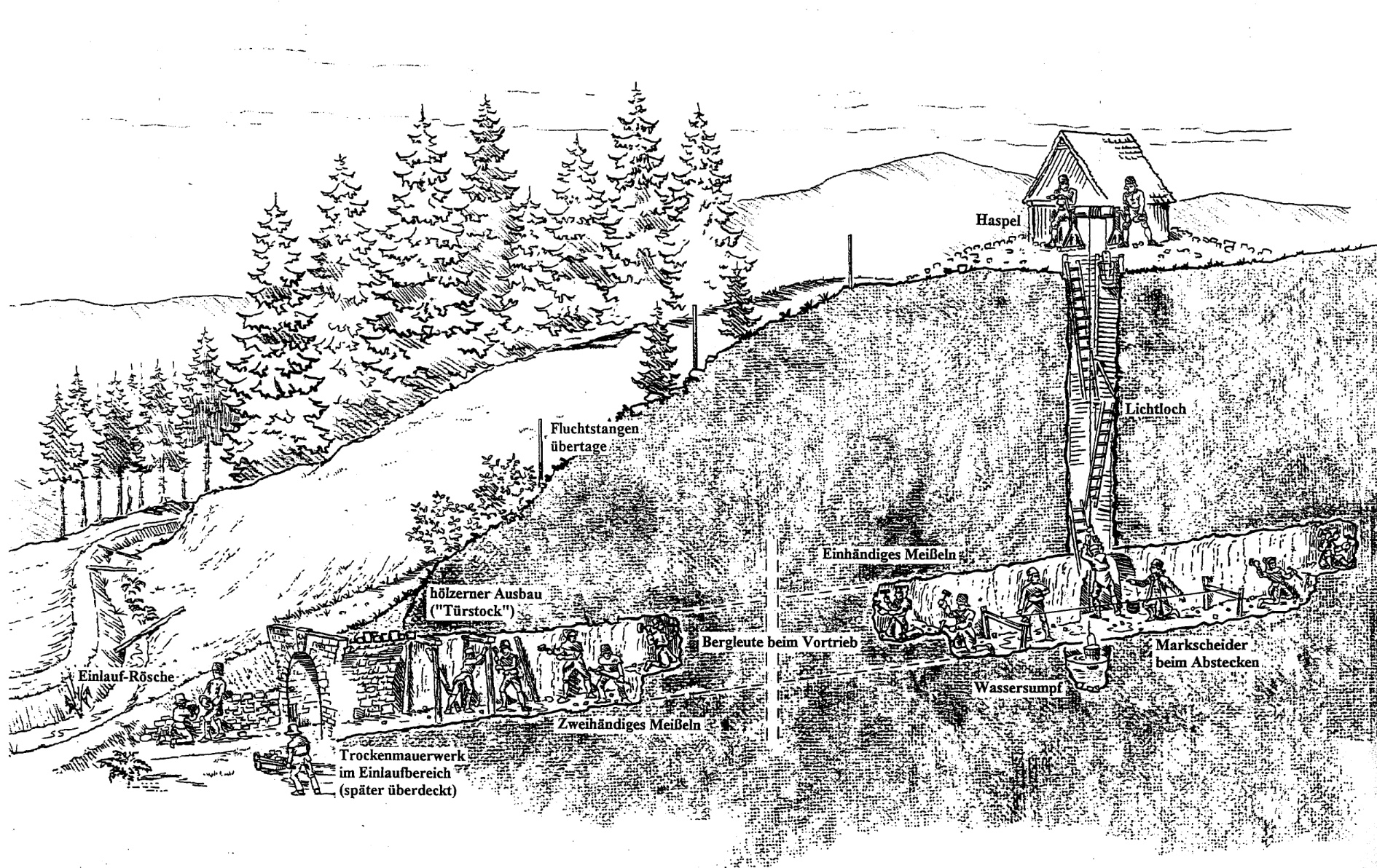
Auffahrung eines Oberharzer Wasserlaufes per Schlägel und Eisen im Gegenortbetrieb

Der Gegenortvortrieb bezeichnet ein Verfahren des Tunnel- und Bergbaus. Mit diesem Verfahren wird der Richtstollen von beiden Enden des zu erstellenden Tunnels aufgefahren mit dem Ziel, sich auf der Hälfte des Weges im Gestein zu treffen. Der Gegenortvortrieb wurde bereits in der Antike praktiziert wie zum Beispiel beim Tunnel des Eupalinos, birgt aber nach wie vor erhebliche Risiken, wenn sich die beiden Richtstollen verfehlen. Die großen Alpentunnel der Eisenbahn wurden und werden mit diesem Verfahren gebaut. Im Bergbau wird es beim Auffahren von Querschlägen zur untertägigen Verbindung von Bergwerken angewandt.